# David von Schulzenheim (1820–1896)
David Theodor von Schulzenheim (i riksdagen först kallad von Schulzenheim i Västlandaholm, senare von Schulzenheim i Stockholm), född 17 november 1820 i Klara församling, Stockholm, död 18 oktober 1896 i Hedvig Eleonora församling, Stockholms stad, var en svensk friherre, gods- och bruksägare och politiker. Han var son till friherren och politikern David von Schulzenheim och far till målaren Ida von Schulzenheim.
Han företrädde ridderskapet och adeln vid ståndsriksdagarna 1850–1851, 1853–1854, 1856–1858, 1859–1860, 1862–1863 och 1865–1866. von Schulzenheim var senare ledamot av riksdagens andra kammare 1867–1869 samt 1873–1875, invald i Västmanlands västra domsagas valkrets. Han tillhörde Lantmannapartiet.